# Porella swartziana
Porella swartziana là một loài rêu trong họ Porellaceae. Loài này được (F. Weber) Trevis. mô tả khoa học đầu tiên năm 1877.